# Nephrotoma durangensis
Nephrotoma durangensis är en tvåvingeart som beskrevs av Alexander 1953. Nephrotoma durangensis ingår i släktet Nephrotoma och familjen storharkrankar. Inga underarter finns listade i Catalogue of Life.